# Шокша (приток Пакшеньги)
Шокша — малая река в Вельском районе Архангельской области, левый приток Пакшеньги.
Река берёт начало в 2 км на юг от посёлка Шокша Вельского района. В верхнем течении течёт на север, в среднем на восток и в нижнем на юго-восток. В верхнем течении на берегах реки расположен посёлок Шокша, получивший название от реки. Впадает в реку Пакшеньгу в 1 километре от устья. Крупных притоков не имеет.
Название происходит от финно-угорского слова «Шокшо» — «теплый», «незамерзающий». Длина — 20 км..

## Данные водного реестра
- Бассейновый округ — Двинско-Печорский
- Речной бассейн — Северная Двина
- Речной подбассейн — Северная Двина ниже места слияния Вычегды и Малой Северной Двины
- Водохозяйственный участок — Вага

## Топографическая карта
- Лист карты P-38-85,86 Пасьва. Масштаб: 1 : 100 000. Указать дату выпуска/состояния местности.